# Max & Ruby
Max & Ruby là một bộ phim truyền hình hoạt hình giáo dục của Mỹ được tạo ra bởi Nickelodeon va Treehouse TV. Max & Ruby đã trở thành một bộ phim thường xuyên vào năm 2002. Chương trình được thực hiện trên mạng truyền hình cáp Treehouse TV và Nick Jr. có liên quan.